# Herb gminy Polska Cerekiew
Herb gminy Polska Cerekiew – jeden z symboli gminy Polska Cerekiew.

## Wygląd i symbolika
Herb przedstawia na tarczy w polu złotym umieszczonej w dekoracyjnym ciemnozielonym kartuszu w stylu późnego manieryzmu śląskiego ze złotym napisami u góry pod gzymsem kartusza „NOUA ECCLESIA”, a na dole pod tarczą „POLSKA CEREKIEW” zwróconą w prawą stronę postać św. Floriana, rycerza i męczennika w zbroi oficera rzymskiego, spowitego w ciemnobłękitny płaszcz. W lewej ręce trzyma szkarłatny sztandar a prawą, wodą wylewaną z drewnianego skopka, gasi pożar, palącej się sylwety miejscowego zamku. Herb wzorowany jest na pieczęciach z 1884 i 1924 roku, na których rycerz ze sztandarem gasi pożar budynku oraz na rzeźbie przedstawiającej św. Floriana z II poł. XVIII wieku, znajdującej się pierwotnie przy zamku, a obecnie przy drodze do parafialnego kościoła w Polskiej Cerekwi.